# Bandera de la Segunda República española

Escudo de la Segunda República española

La bandera de la Segunda República española fue la bandera nacional de España en el período comprendido entre 1931 y 1939 durante la Segunda República que aconteció en el país. Durante la Guerra Civil, también fue la bandera de los sublevados del Bando Nacional hasta el 29 de agosto de 1936. Se trata de una bandera tricolor horizontal compuesta por los colores rojo, amarillo y morado, siendo la franja superior de color rojo, la central de color amarillo y la inferior de color morado, las tres del mismo ancho. Podía incluir como blasón en el centro de la franja amarilla el escudo de la Segunda República.
Aunque durante la Primera República Española (1873-1874) se mantuvo como bandera oficial la bicolor (rojo, amarillo, rojo), el uso de la bandera tricolor (rojo, amarillo, morado) se fue extendiendo especialmente entre los republicanos federales «intransigentes» por lo que durante la rebelión cantonal apareció frecuentemente junto a la bandera roja que identificaba al movimiento.
Sin embargo, antes de la proclamación de la Primera República española ya se había planteado durante el Sexenio Democrático añadir el morado a la bandera nacional. El 1 de febrero de 1869 un grupo de concejales del Ayuntamiento de Madrid, encabezados por Ángel Fernández de los Ríos y Manuel Becerra, propusieron que junto al amarillo y el rojo, «campee el morado, el color del antiguo pendón de Castilla que tantas glorias y tantos martirios recuerda a los amantes de las libertades y glorias patrias».

## Adopción
Con el fracaso de la dictadura de Primo de Rivera, la propia Casa de Borbón en España vio que su prestigio en la sociedad española general se hallaba en sus cotas más bajas. En las elecciones municipales del 12 de abril de 1931, los republicanos vencieron en número de votos en las grandes ciudades. La situación se fue haciendo cada vez más caótica: en varias ciudades se proclamó la República y en sus ayuntamientos ondeaba la bandera tricolor. El 14 de abril, el rey optó voluntariamente por el exilio y se proclamó oficialmente la Segunda República.
Mientras los acontecimientos se sucedían, una parte del pueblo enarboló la nueva bandera en las principales plazas de algunas grandes ciudades españolas. Éibar, en Guipúzcoa, fue la primera localidad en izar esta enseña desde su Ayuntamiento, el día 13. Luego le siguieron ciudades importantes, como Madrid o Barcelona, con manifestaciones multitudinarias.
Oficialmente fue adoptada por decreto del 27 de abril de 1931 de la Presidencia del Gobierno Provisional de la República:

[...] El alzamiento nacional contra la tiranía, victorioso desde el 14 de abril, ha enarbolado una enseña investida por el sentir del pueblo con la doble representación de una esperanza de libertad y de su triunfo irrevocable. Durante más de medio siglo la enseña tricolor ha designado la idea de la emancipación española mediante la República. En pocas horas, el pueblo libre, que al tomar las riendas de su propio gobierno proclamaba pacíficamente el nuevo régimen, izó por todo el territorio aquella bandera, manifestando con este acto simbólico su advenimiento al ejercicio de la soberanía. Una era comienza en la vida española. Es justo, es necesario, que otros emblemas declaren y publiquen perpetuamente a nuestros ojos la renovación del Estado. El Gobierno provisional acoge la espontánea demostración de la voluntad popular, que ya no es deseo, sino hecho consumado, y la sanciona. En todos los edificios públicos ondea la bandera tricolor. La han saludado las fuerzas de mar y tierra de la República; ha recibido de ellas los honores pertenecientes al jirón de la Patria. [...]

Posteriormente este cambio fue institucionalizado en el primer artículo de la Constitución de 1931 que señalaba:

[...] La bandera de la República española es roja, amarilla y morada. [...]

La bandera que la Segunda República adoptaba como propia, era la misma que numerosos grupos republicanos habían venido usando como alternativa a la enseña rojigualda, que identificaban con la monarquía borbónica en España. Debido a este uso previo, en abril de 1931 proliferaron ejemplares de la bandera, que fue adoptada de forma fulminante por el nuevo gobierno provisional. Además de simbolizar el cambio radical en el sistema de gobierno, la inclusión del tercer color buscaba el reconocimiento al pueblo de Castilla como parte vital de un nuevo estado, bajo el supuesto de que los colores rojo y amarillo representaban a los pueblos de la antigua Corona de Aragón, y creyendo —erróneamente— que la bandera de Castilla había sido morada.

## Origen

### La franja morada de Castilla
En el decreto de 27 de abril de 1931 que la impone, firmado por el Gobierno autoproclamado y provisional de la República, se razona así la inclusión de la nueva franja:

Hoy se pliega la bandera adoptada como nacional a mediados del siglo XIX. De ella se conservan los dos colores y se le añade un tercero, que la tradición admite por insignia de una región ilustre, nervio de la nacionalidad, con lo que el emblema de la República, así formado, resume más acertadamente la armonía de una gran España. [...]

Posiblemente se llevó a identificar el color morado con Castilla por la confusión de tonos de carmesí oscurecido o con el Reino de León que desde el siglo xii usó el púrpura en su heráldica

Supuesta bandera de los comuneros.
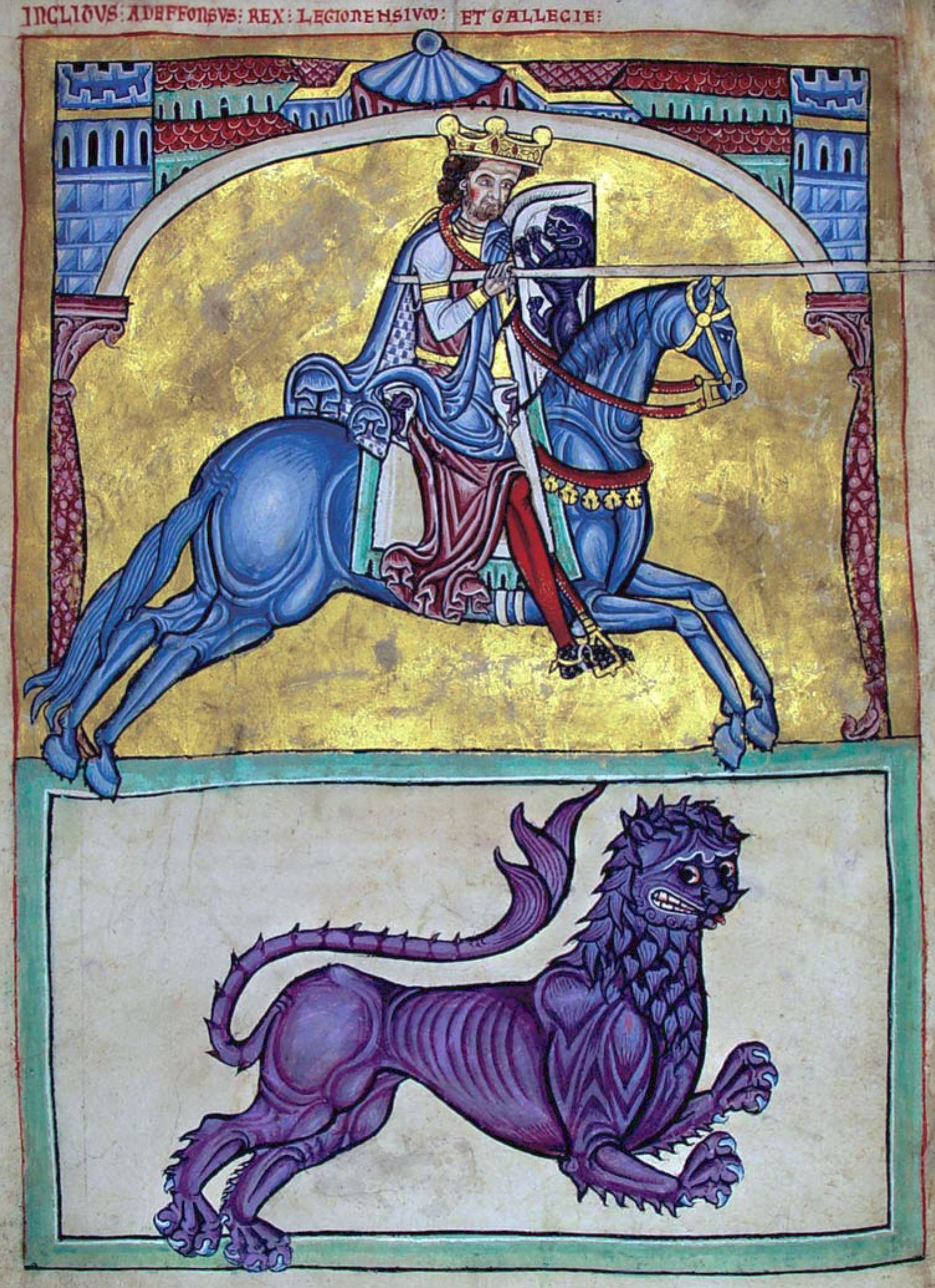
Miniatura de Alfonso IX de León del siglo xiii .
Estandarte de la Corona de León.

En 1209, el rey Alfonso VIII de Castilla hizo confirmar en su Carta Real a sus hombres de cámara o "Monteros de Espinosa", de las ordenanzas y privilegios ya dados por su abuelo Alfonso VI de León, en la que se incluye la obligación real de proveerles del mismo tejido hasta ahora estipulado "de color" (colorado o encarnado) para su vestir.
De lo que se aduce, si no fuera privativo exclusivamente para los Guardias de Cámara, que la librea y uniforme de la Casa de Castilla, ya era del mismo tradicional rojo.
- Púrpura en castellano designa a un color violáceo muy utilizado en la antigüedad, que ha generado históricamente muchas equivocaciones en su apreciación, confundiéndose con otras tonalidades, como el morado, especialmente en paños viejos, ajados por el sol, o desgastados. Se pudieron considerar de color morado algunos paños que, en realidad, eran de color púrpura o carmesí. Púrpura (un color muy parecido al morado, violeta o carmesí) es la figura heráldica del escudo del Reino de León (un león rampante, cuya figura original era un león pasante).

- Carmesí era el color tradicional de Castilla.[4]

Esta similitud cromática llevó a la suposición de que el pendón de Castilla era de color morado. La referencia al pendón surge, por una parte, de las enseñas de los comuneros erigidos en la conocida como Guerra de las Comunidades de Castilla contra el rey Carlos I entre 1520 y 1521, las que, sin embargo, según demuestran estudios, usaron cruces rojas contra las blancas imperiales, y no el color morado como emblema.
En 1693, el tercio de Infantería de Castilla, actualmente denominado Inmemorial del Rey, considerado como el más antiguo del Ejército español, adoptó un uniforme morado. Al parecer en recuerdo de haber tenido origen en unas tropas reclutadas por un obispo castellano, que suelen usar el color morado como símbolo de su posición en la jerarquía de la Iglesia católica, ya en tiempos de Fernando III. De esta forma se conoció como el Tercio de Morados, que colaboró en asociar el color morado a Castilla en una unidad de importante prestigio, que fue imitada en otras unidades. En 1703, se crea el Regimiento de Reales Guardias de Infantería Española y usa el color morado para su bandera principal o coronela, en lugar de la blanca reglamentaria.

### El liberalismo y el morado

Bandera nacional adoptada por Isabel II en 1843, y Pabellón nacional desde 1785.

En 1821, con el llamado trienio liberal y el pronunciamiento del Coronel Rafael de Riego contra el absolutismo de Fernando VII, en un sector de los liberales exaltados existió una sociedad secreta que copiaba ritos de la masonería, aunque con fines más bien provocativos y menos filosóficos, conocida como Los Comuneros, que ya recogían la bandera morada con un castillo como emblema. Poco más de una década después, en 1831, Mariana Pineda en Granada borda una bandera morada, con un triángulo verde en el centro y las palabras bordadas en rojo Libertad, Igualdad y Ley para el levantamiento liberal que le costaría la ejecución. 
En 1830, tras repetidas solicitudes, el Regimiento de Castilla adopta el morado para su bandera, que ya consideraba como propio, imitado en los años posteriores por otros cuerpos y unidades. 
En 1833, cuando se produce la proclamación de Isabel II, se adopta un estandarte real morado, lo que reflejaba tanto un recuerdo del controvertido pendón como el apoyo del sector liberal a la reina niña frente a los carlistas tradicionalistas del Dios, Patria y Rey. 
En 1843, la reina adopta como bandera nacional la bandera bicolor, utilizada como pabellón naval desde 1786.

Bandera provisional de la Primera República, mientras se diseñaba una nueva, que nunca se adoptó.

La Revolución de 1868 propició un ambiente político en el cual fue constante la búsqueda de nuevos emblemas que no recordasen el pasado régimen borbónico. Así, en 1868 sectores republicanos propusieron una nueva bandera con tres franjas de colores morado, blanco y rojo. Igualmente, una comisión del Ayuntamiento popular de Madrid presentó una proposición a las nuevas Cortes Constituyentes de 1869 para que adoptase por bandera nacional un modelo ligeramente diferente, una tricolor con franjas roja, amarilla y morada que ya usaban los propios concejales del Ayuntamiento, propuesta que fue rechazada. No obstante, una vez proclamada la República en 1873 se aceptó la proposición del Ayuntamiento de Madrid y la tricolor llegó a ondear puntualmente sobre el Congreso de los Diputados. Sin embargo, la bandera roja, amarilla y morada, que desde la década de 1830 era la enseña de progresistas, demócratas y republicanos, no llegó a ser la bandera oficial de la Primera República.
Surgirían proyectos posteriores, como el basado en los colores de la bandera de la República Francesa, como símbolo republicano de la famosa tríada jacobina de Liberté, Égalité, Fraternité, frente a la monarquía, pero nunca llegaron a ser legislados. Los franceses también tendrían problemas con la aceptación de la bandera nacional francesa hasta mediados de 1880[cita requerida], con la Tercera República francesa.

### Un morado republicano
Entre finales del siglo XIX y principios del siglo XX, la imagen de la monarquía fue perdiendo fuerza y respeto, y se mantenía un pequeño sector de ideología republicana, una parte de ella heredera del federalismo de Francisco Pi y Margall, por ejemplo. Progresivamente se fue adoptando la bandera republicana roja, amarilla y morada en distintos ateneos o casinos republicanos. 

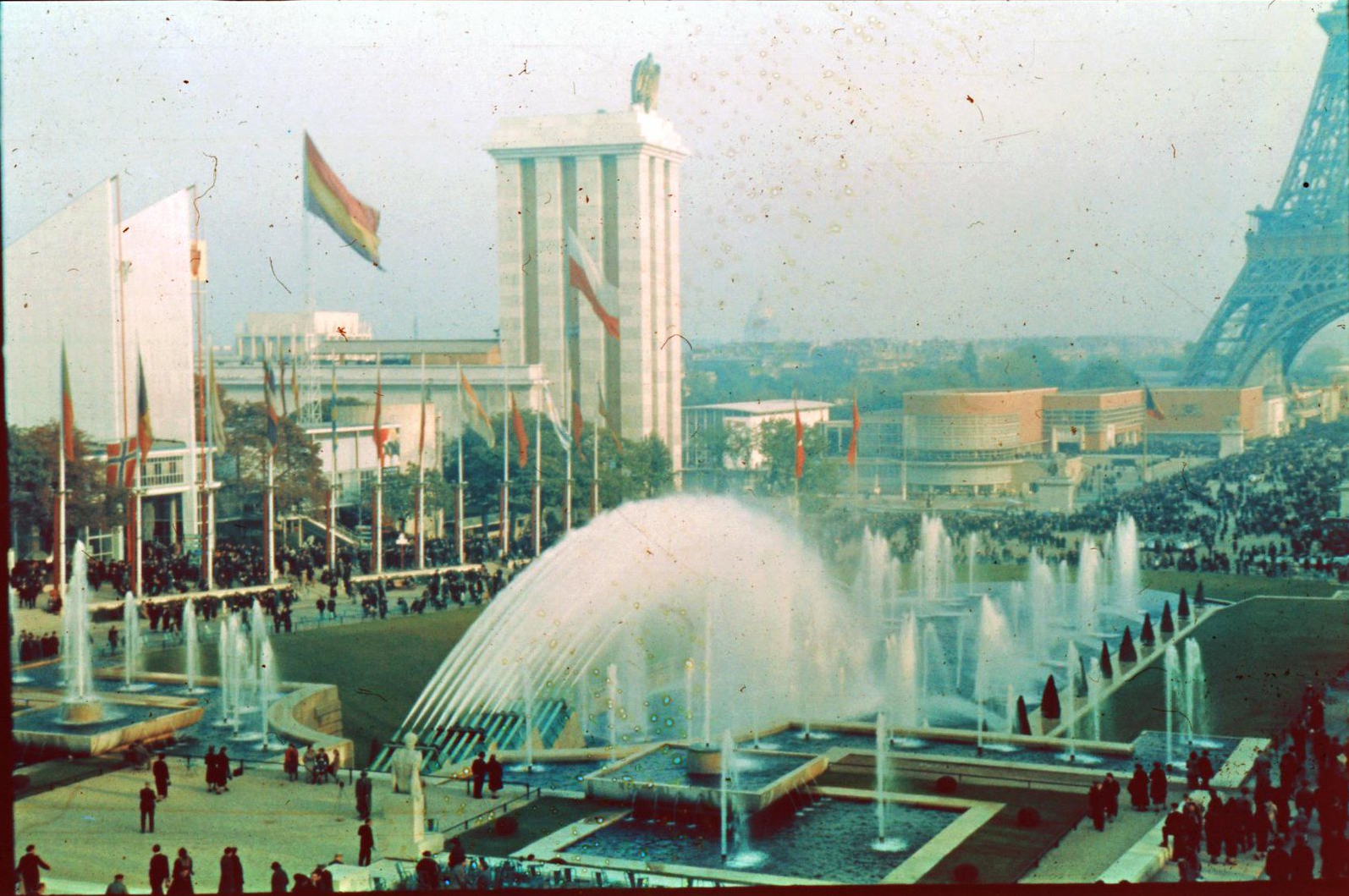
Bandera de la Segunda República española en París, 1937.

El gran fracaso de la guerra hispano-estadounidense, que se reflejó profundamente en el pesimismo de intelectuales de la época, la Generación del 98 que también demostraba un afecto especial por Castilla, la lenta agonía de la primera restauración borbónica en España y la caída de la Dictadura de Primo de Rivera, especialmente auspiciado por Alfonso XIII, terminó desprestigiando en amplios sectores sociales, políticos, militares e intelectuales a la monarquía y, por tanto, dando alas a la sustitución del régimen por un sistema republicano con nuevos símbolos.
De este modo, en vísperas del advenimiento de la Segunda República se producía la gran paradoja de que los republicanos progresistas, conservadores y militares coincidían en considerar el color morado como la pluralidad de los pueblos de España con la inclusión del morado del pueblo castellano, desde un espíritu a la vez rupturista y respetuoso con el pasado. En la promulgación oficial destaca Manuel Azaña como firme partidario de la adopción de esta bandera como su apoyo a la marcha militar del Coronel Riego como himno oficial.

Bandera del bando sublevado desde el 29 de agosto de 1936 al 2 de febrero de 1938, durante la guerra civil española.

Durante los primeros meses de la Guerra civil de 1936, ambos bandos utilizaron la bandera tricolor. El golpe de Estado del bando sublevado se produjo con la bandera tricolor, pero tras las presiones y el apoyo de sectores monárquicos como los carlistas y la necesidad de identificar en los distintos frentes a las fuerzas rebeldes y a las fuerzas leales a la República, el 29 de agosto de 1936 –Decreto 77 (Boletín Oficial de la Junta de Defensa Nacional n.° 14)– se restableció la bandera bicolor, roja y gualda, medida a la que se habían anticipado el día 15 los rebeldes de Granada y Sevilla; por Decreto de 2 de febrero de 1938 (B.O.E. 470) se sustituyó el escudo con la corona mural por el escudo con el águila de San Juan y la divisa "Una - Grande - Libre".

## Después de 1939
Durante la dictadura franquista la bandera republicana fue utilizada por algunos núcleos de exiliados españoles en el extranjero, así como por ciertos grupos de combatientes antifascistas en la península, como los maquis, el FELN y el FRAP.

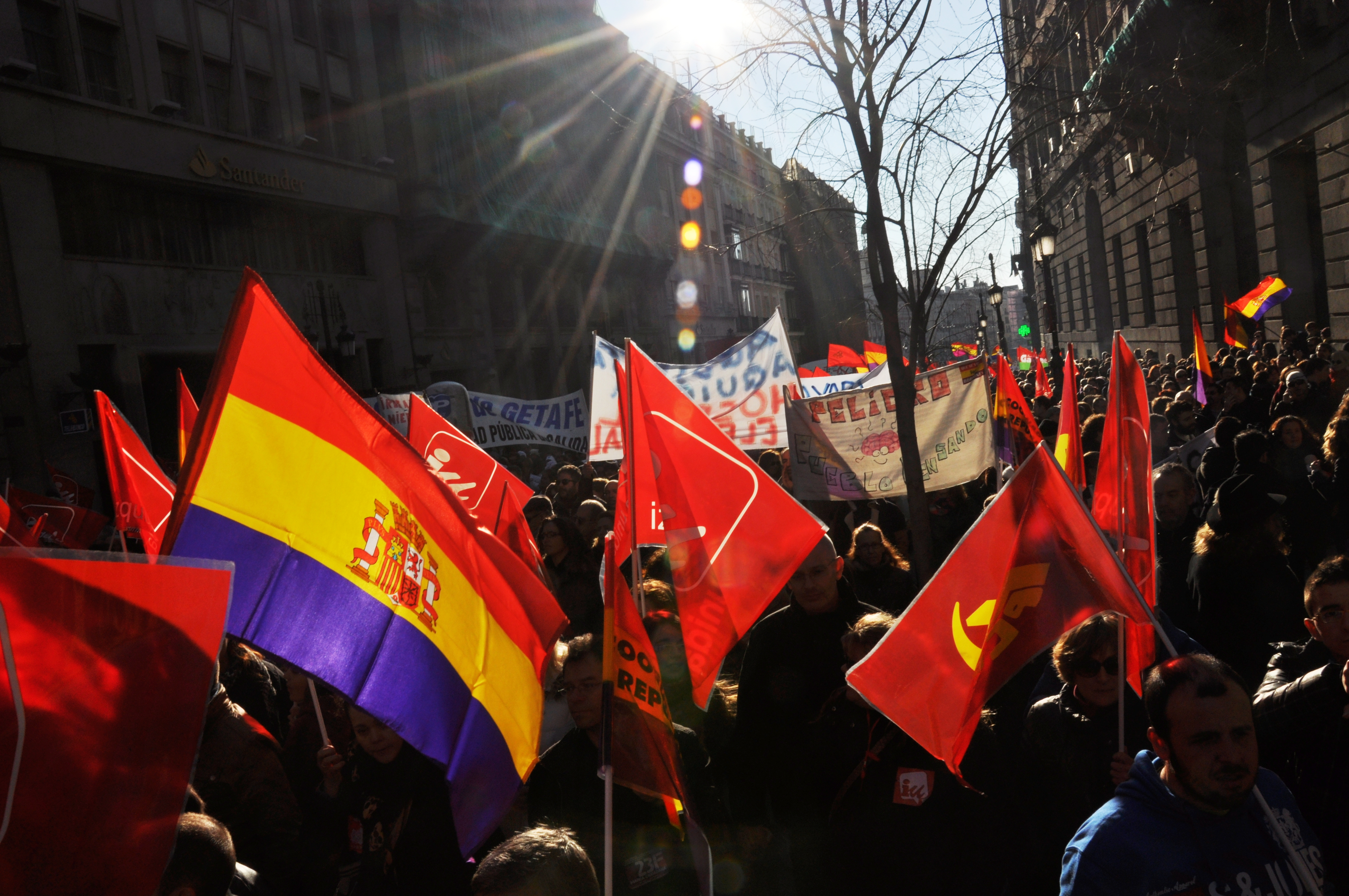
Bandera republicana y otras del PCE e Izquierda Unida en una manifestación. 2012

Con el desmantelamiento de la dictadura franquista durante la Transición española tras la muerte del general Franco en 1975, gran parte de la izquierda española en el exilio o en España todavía empleaba la bandera republicana, hasta que primero el PCE con Santiago Carrillo y luego el PSOE con la llegada de Felipe González acordaron mantener la bandera monárquica, plasmado oficialmente en la redacción de la nueva Constitución de 1978.
Sin embargo, durante todo el reinado de Juan Carlos I, el uso de la bandera republicana ha estado vigente en ámbitos no oficiales y entre la mayor parte de los grupos republicanos españoles de izquierdas como símbolo reivindicativo de un cambio en España del modelo de Estado, hacia una nueva república. Posteriormente el PCE, sintiéndose desvinculado de la Constitución Española de 1978, se separó de la bandera monárquica reivindicando una nueva república y, con ello, la bandera republicana. En 2018 Izquierda Unida impulsó una ley para que la bandera republicana pueda exhibirse en edificios públicos.

## Escarapela

Escarapela de la Segunda República española

La escarapela de la República española es un símbolo referido a la Segunda República española, y que está viviendo cierta expansión debido a cierto auge del republicanismo en España. Es muy usado en los partidos políticos republicanos de izquierda, como Izquierda Unida o Alternativa Republicana.
Históricamente, durante la Segunda República española fue usada con carácter oficial. Su diseño muestra los colores republicanos, con el color morado en el centro.

## La bandera militar

Ejemplo de bandera del Ejército republicano durante la Guerra Civil Española, en este caso de la 44.ª División.

El 6 de mayo de 1931 fue descrita con carácter general para el Ejército, con las mismas características anteriormente descritas, estando el escudo rodeado por una inscripción bordada con el nombre de la unidad, siendo negras las letras que figuraban en su mitad superior y blancas las que se sitúan sobre la franja inferior morada.
Otra novedad son sus menores dimensiones, de tan solo 1:1, así como la presencia de flecos dorados en el contorno de todas ellas, detalle hasta entonces solo apreciado en algunas banderas del Ejército Español de África.